# Рівняння Гілла (біохімія)

Графік рівняння Гілла в звичайних (вгорі) та напівлогаріфмічних (внизу) координатах. По вертикалі відкладена частка сайтів зв'язування, окупованих лігандом; по горизонталі — концентрація ліганду. В обох випадках К_{А}=20, n=2.3; видно, що величина К_{А} відповідає концентрації ліганда, що викликає напівмаксимальний ефект.

Рівня́ння Гі́лла — наближення, що дозволяє кількісно описати процеси зв'язування ліганду з макромолекулою, якщо інша молекула того самого або іншого ліганду вже зв'язана з даної макромолекулою. Це рівняння названо на честь англійського фізіолога та біохіміка Арчибальда Гілла.
Рівняння описує частку макромолекул, насичених лігандом, як функцію від концентрації ліганду; воно в основному використовується для опису ступеню кооперативності зв'язування ліганду з ферментом або рецептором. Рівняння було вперше використане Арчібальдом Гіллом для опису сігмоїдної кривої зв'язування кисню з гемоглобіном.
Рівняння Гілла:
{\displaystyle \theta ={[L]^{n} \over K_{d}+[L]^{n}}={[L]^{n} \over (K_{A})^{n}+[L]^{n}}}, де
{\displaystyle \theta } — частка місць (сайтів) зв'язування де ліганд може зв'язатись з макромолекулою, які вже окуповані лігандом;
{\displaystyle [L]} — концентрація вільного (не зв'язаного з макромолекулами, або іншим реакційним субстратом) ліганду;
{\displaystyle K_{d}} — уявна константа дисоціації, що виводиться з закону діючих мас;
{\displaystyle K_{A}} — концентрація ліганду, що призводить до окупації половини наявних сайтів зв'язування (або викликає 50%-й ефект), яка числено дорівнює мікроскопічній константі дисоціації;
{\displaystyle n} — коефіцієнт Гілла, що визначає кооперативність реакції (але інколи і інші біохімічні властивості, залежно від контексту, в якому рівняння використовується).
Для згаданого вище випадку взаємодії кисню з гемоглобіном {\displaystyle n} = 2,8—3.
Інша вживана форма запису рівняння Гілла є наступною:
{\displaystyle \log \left({\theta  \over 1-\theta }\right)=n\log {[L]}-\log {K_{d}}.}
У випадку ліганд-рецепторної взаємодії числове значення коефіцієнту Гілла визначає кооперативність ліганд-рецепторної взаємодії наступним чином:
- {\displaystyle n>1} — Позитивна кооперативність: при зв'язуванні однієї молекули ліганда афінність рецептора до наступної молекули підвищується (тобто, наступна молекула зв'язується з більшою імовірністю);

- {\displaystyle n<1} — Негативна кооперативність: при зв'язуванні однієї молекули ліганда афінність рецептора до наступної молекули знижується;

- {\displaystyle n=1} — Некооперативна реакція: афінність рецептора або субстрата до ліганда лишається незмінною незалежно від кількості молекул ліганда, вже зв'язаних з рецептором.

Рівняння Гілла в контексті кількісного опису взаємозв'язку між концентрацією реакційного субстрату (або кількістю наявних сайтів зв'язування) та часткою окупованих сайтів зв'язування є еквівалентом рівняння Ленгмюра.
Рівняння Гілла з математичної точки зору є логістичною функцією, а в деяких випадках — її логаріфмічною формою; таким чином, при побудові графіку рівняння Гілла на логаріфмічній шкалі цей графік виглядає ідентично логістичному. Це особливо важливо при нелінійній апроксимації експериментальних даних у випадках, коли ефект ліганду є сталим для його концентрацій, які відрізняються на декілька порядків. В цьому випадку для формальної апроксимації експериментальних даних можна (а іноді навіть варто) використовувати логістичну функцію.